# Ranunculus sieboldii
Ranunculus sieboldii là một loài thực vật có hoa trong họ Mao lương. Loài này được Miq. miêu tả khoa học đầu tiên năm 1867.